# Trachusa eburneomaculata
Trachusa eburneomaculata är en biart som beskrevs av Pasteels 1984. Trachusa eburneomaculata ingår i släktet hartsbin, och familjen buksamlarbin. Inga underarter finns listade i Catalogue of Life.